# Grambala
Die Grambala (griechisch Γκραμπάλα (f. sg.)) ist eine Anhöhe des Pindos-Gebirges. Während des Griechisch-Italienischen Krieges war die Anhöhe ab dem 1. November 1940 und in den folgenden Tagen wiederholt Schauplatz von Kampfhandlungen zwischen italienischen und griechischen Truppen. Letztendlich konnte der italienische Vormarsch gestoppt werden.
Heute steht an dieser Stelle ein Gefallenen-Denkmal für griechische Soldaten.